# Cantone di Verdun-2
Il Cantone di Verdun-2 è una divisione amministrativa dell'Arrondissement di Verdun.
È stato costituito a seguito della riforma approvata con decreto del 17 febbraio 2014, che ha avuto attuazione dopo le elezioni dipartimentali del 2015.

## Composizione
Comprende parte della città di Verdun e i 4 comuni di:
- Belleray
- Belrupt-en-Verdunois
- Dugny-sur-Meuse
- Haudainville